# Canton d'Aytré
Le canton d'Aytré est une circonscription électorale française située dans le département de la Charente-Maritime et la région Nouvelle-Aquitaine.

## Géographie
Ce canton est organisé autour d'Aytré dans l'arrondissement de La Rochelle. Son altitude varie de 0 m (Angoulins) à 21 m (Aytré) pour une altitude moyenne de 4 m.

## Histoire
Un nouveau découpage territorial de la Charente-Maritime entre en vigueur en mars 2015, défini par le décret du 27 février 2014, en application des lois du 17 mai 2013 (loi organique 2013-402 et loi 2013-403). Les conseillers départementaux sont, à compter de ces élections, élus au scrutin majoritaire binominal mixte. Les électeurs de chaque canton élisent au Conseil départemental, nouvelle appellation du Conseil général, deux membres de sexe différent, qui se présentent en binôme de candidats. Les conseillers départementaux sont élus pour 6 ans au scrutin binominal majoritaire à deux tours, l'accès au second tour nécessitant 12,5 % des inscrits au 1er tour. En outre la totalité des conseillers départementaux est renouvelée. Ce nouveau mode de scrutin nécessite un redécoupage des cantons dont le nombre est divisé par deux avec arrondi à l'unité impaire supérieure si ce nombre n'est pas entier impair, assorti de conditions de seuils minimaux. En Charente-Maritime, le nombre de cantons passe ainsi de 51 à 27. 
Le canton d'Aytré est conservé mais remanié : il passe de 3 à 4 communes, issues des anciens cantons d'Aytré (une commune), de La Rochelle 5e Canton (une commune) et de La Rochelle 8e Canton (deux communes). Il est entièrement inclus dans l'arrondissement de La Rochelle. Le bureau centralisateur est fixé à Aytré.

## Représentation

### Représentation avant 2015
| Période | Période | Identité               | Étiquette | Qualité |
| ------- | ------- | ---------------------- | --------- | --- |
| 1985    | 1988    | Léon Belly (1923-2005) | PCF       | Facteur aux écritures à la SNCF Conseiller municipal puis adjoint au maire de La Rochelle (1953-1989) Adjoint au maire d’Aytré (1989-1995) Conseiller général du Canton de La Rochelle-Est (1964-1973) Conseiller général du canton de La Rochelle-4 (1973-1985) |
| 1988    | 2002    | Jean-Louis Léonard     | RPR       | Ingénieur Député de 1993 à 1997 Maire de Châtelaillon-Plage de 1984 à 1995 et depuis 1996, suppléant du député Jean-Guy Branger (1988-1993) |
| 2002    | 2015    | Stéphane Villain       | UMP       | Formateur Maire-adjoint de Châtelaillon-Plage Vice-Président du Conseil Général Elu en 2015 dans le Canton de Châtelaillon-Plage |

### Représentation après 2015
| Période élective | Période élective | Mandat | Mandat   | Identité          | Nuance | Nuance | Qualité                                                                       |
| ---------------- | ---------------- | ------ | -------- | ----------------- | ------ | ------ | ----------------------------------------------------------------------------- |
| 2015             | 2021             | 2015   | 2021     | Guy Denier        |        | DVG    | Cadre de santé, maire de Périgny (2008-2020)                                  |
| 2015             | 2021             | 2015   | 2021     | Martine Villenave |        | DVG    | Première adjointe au maire d'Aytré jusqu'en 2020                              |
| 2021             | 2028             | 2021   | en cours | Guillaume Krabal  |        | DVG    | Directeur adjoint du musée maritime de La Rochelle Maire de Dompierre-sur-Mer |
| 2021             | 2028             | 2021   | en cours | Marie Ligonnière  |        | DVG    | Avocate, maire de Périgny                                                     |

### Résultats détaillés

#### Élections de mars 2015
Guy Denier a été exclu du PRG en 2015.
À l'issue du 1er tour des élections départementales de 2015, deux binômes sont en ballottage : Guy Denier et Martine Villenave (PS, 30,66 %) et Nathalie Blanc et David Caron (UMP, 22,61 %). Le taux de participation est de 48,73 % (9 635 votants sur 19 771 inscrits) contre 50,08 % au niveau départementalet 50,17 % au niveau national.
Au second tour, Guy Denier et Martine Villenave (PS) sont élus avec 52,34 % des suffrages exprimés et un taux de participation de 47,96 % (4 557 voix pour 9 483 votants et 19 771 inscrits).

#### Élections de juin 2021
Le premier tour des élections départementales de 2021 est marqué par un très faible taux de participation (33,26 % au niveau national). Dans le canton d'Aytré, ce taux de participation est de 32,32 % (6 823 votants sur 21 109 inscrits) contre 33,83 % au niveau départemental. À l'issue de ce premier tour, deux binômes sont en ballottage : Guillaume Krabal et Marie Ligonnière (DVG, 45,53 %) et Tony Loisel et Jocelyne Rocheteau (DVD, 13,75 %).
Le second tour des élections est marqué une nouvelle fois par une abstention massive équivalente au premier tour. Les taux de participation sont de 34,3 % au niveau national, 34,56 % dans le département et 32,79 % dans le canton d'Aytré. Guillaume Krabal et Marie Ligonnière (DVG) sont élus avec 70,39 % des suffrages exprimés (4 493 voix pour 6 925 votants et 21 118 inscrits),,. 

## Composition

Situation du canton d'Aytré dans le département de la Charente-Maritime avant 2015.

### Composition jusqu'aux élections cantonales de 2015
Le canton d'Aytré regroupait trois communes.
| Nom                | Code Insee | Codepostal | Superficie (km2) | Population (dernière pop. légale) | Densité (hab./km2) |
| ------------------ | ---------- | ---------- | ---------------- | --------------------------------- | ------------------ |
| Aytré (chef-lieu)  | 17028      | 17440      | 12,22            | 8 948 (2012)                      | 732                |
| Angoulins          | 17010      | 17690      | 7,86             | 3 791 (2012)                      | 482                |
| Châtelaillon-Plage | 17094      | 17340      | 6,59             | 5 937 (2012)                      | 901                |

### Composition à compter des élections cantonales de 2015
Le nouveau canton d'Aytré comprend quatre communes entières.
| Nom                           | Code Insee | Intercommunalité  | Superficie (km2) | Population (dernière pop. légale) | Densité (hab./km2) | Modifier                                    |
| ----------------------------- | ---------- | ----------------- | ---------------- | --------------------------------- | ------------------ | ------------------------------------------- |
| Aytré (bureau centralisateur) | 17028      | CA de La Rochelle | 12,22            | 9 759 (2022)                      | 799                | modifier les données · modifier les données |
| Dompierre-sur-Mer             | 17142      | CA de La Rochelle | 18,35            | 6 084 (2022)                      | 332                | modifier les données · modifier les données |
| Périgny                       | 17274      | CA de La Rochelle | 10,78            | 8 802 (2022)                      | 817                | modifier les données · modifier les données |
| Puilboreau                    | 17291      | CA de La Rochelle | 7,88             | 6 668 (2022)                      | 846                | modifier les données · modifier les données |
| Canton d'Aytré                | 1701       |                   | 49,23            | 31 313 (2022)                     | 636                | modifier les données                        |

## Démographie

### Démographie avant 2015
| 1990   | 1999   | 2006   | 2011   | 2012   |
| ------ | ------ | ------ | ------ | ------ |
| 15 687 | 16 851 | 18 299 | 18 743 | 18 676 |

### Démographie depuis 2015
En 2022, le canton comptait 31 313 habitants, en évolution de +10,39 % par rapport à 2016 (Charente-Maritime : +4,04 %, France hors Mayotte : +2,11 %).
| 2013   | 2018   | 2022   |
| ------ | ------ | ------ |
| 27 782 | 29 709 | 31 313 |